# Gromady powiatu kościańskiego (1954–1972)
25 września 1954 reforma administracyjna wsi zniosła gminy i wprowadziła w ich miejsce gromady. Od tego czasu powiat kościański (ówczesne województwo poznańskie) dzielił się na 5 miast i 31 gromad: 
- miasta: Czempiń, Kościan, Krzywiń, Śmigiel i Wielichowo
- gromady: Bieżyń, Bonikowo, Bronikowo, Bucz, Czacz, Czarkowo, Czempiń, Głuchowo, Gorzyczki, Gryżyna, Jerka, Kamieniec, Kiełczewo, Kluczewo, Kokorzyn, Konojad, Krzywiń, Lubiń, Łęki Wielkie, Łubnica, Nowy Lubosz, Parzęczewo, Racot, Stara Przysieka Druga, Stare Bojanowo, Stare Oborzyska, Śmigiel, Turew, Wielichowo, Wilkowo Polskie i Wonieść.

1 stycznia 1960 zniesiono 14 gromad, a utworzono 1 nową: 
- ze zniesionych gromad Czarkowo, Kokorzyn i Nowy Lubosz utworzono gromadę Kościan
- zniesione gromady Bonikowo i Stare Oborzyska włączono do gromady Kiełczewo
- zniesioną gromadę Bronikowo włączono do gromady Śmigiel
- zniesioną gromadę Gorzyczki włączono do gromady Czempiń
- zniesioną gromadę Gryżyna włączono do gromady Racot
- zniesioną gromadę Kluczewo włączono do gromady Bucz
- zniesioną gromadę Lubiń włączono do gromady Krzywiń
- zniesioną gromadę Łubnica włączono do gromady Wielichowo
- zniesioną gromadę Parzęczewo włączono do gromady Kamieniec
- zniesione gromady Stara Przysieka Druga i Wonieść włączono do gromady Stare Bojanowo.

1 lipca 1968 zniesiono kolejne 3 gromady, a utworzono 1 nową: 
- zniesioną gromadę Czacz włączono do gromady Śmigiel
- ze zniesionych gromad Konojad i Łęki Wielkie utworzono gromadę Wolkowo.

1 stycznia 1972 zniesiono jeszcze 5 gromad: 
- zniesioną gromadę Głuchowo włączono do gromady Czempiń
- zniesioną gromadę Kiełczewo włączono do gromady Kościan
- zniesioną gromadę Turew włączono do gromady Jerka
- zniesioną gromadę Wilkowo Polskie włączono do gromady Wielichowo
- zniesioną gromadę Wolkowo włączono do gromady Kamieniec.

Tak więc z początkiem 1972 roku powiat kościański składał się z 5 miast: Czempiń, Kościan, Krzywiń, Śmigiel i Wielichowo oraz tylko z 11 gromad: Bieżyń, Bucz, Czempiń, Jerka, Kamieniec, Kościan, Krzywiń, Racot, Stare Bojanowo, Śmigiel i Wielichowo.
Gromady istniały do 31 grudnia 1972. Od 1 stycznia 1973 zostały zastąpione przez gminy.